# Barrage de Dodurga (Bilecik)
Cet article concerne le barrage de Dodurga dans la province de Bilecik. Pour le barrage de Dodurga dans la province de Sinop, voir barrage de Dodurga (Sinop).
Le barrage de Dodurga est un barrage en Turquie dans la province de Bilecik il est aussi appelé barrage de Darıdere. Le barrage est proche du village éponyme de Dodurga dans le district de Bozüyük.